# Světový pohár ve vodním slalomu 2016
Světový pohár ve vodním slalomu 2016 byla série pěti závodů v kanoistice a jízdě na kajaku, kterou pořádala Mezinárodní kanoistická federace (ICF).

## Kalendář
Sérii otevřel s Světový pohár 1 v Ivrea, Itálie (3.-5. června), a zakončilo Finále světového poháru v Tacenu, Slovinsko (9.-11. září).
| Závod                   | Místo konání    | Datum          |
| ----------------------- | --------------- | -------------- |
| Světový pohár 1         | Ivrea           | 3.-5. června   |
| Světový pohár 2         | La Seu d'Urgell | 10.-12. června |
| Světový pohár 3         | Pau             | 17.-19. června |
| Světový pohár 4         | Praha           | 2.-4. září     |
| Finále světového Poháru | Tacenu          | 9.-11. září    |

## Česká stopa
Vít Přindiš zde v kategorii K1 mužů získal zlatou medaili ve druhém závodě ve Španělském Seu a v celkovém hodnocení světového poháru obsadil podruhé v kariéře druhé místo, když ve finálovém závodě prohrál těsně o dva body.

## Dílčí výsledky
| Pozice | Sportovci                    | Body |
| ------ | ---------------------------- | ---- |
| 1      | Alexander Slafkovský (SVK)   | 180  |
| 2      | Nicolas Peschier (FRA)       | 161  |
| 3      | Anže Berčič (SLO)            | 155  |
| 4      | Adam Burgess (GBR)           | 149  |
| 5      | Pierre-Antoine Tillard (FRA) | 132  |
| 6      | Tomáš Rak (CZE)              | 130  |
| 7      | Thomas Koechlin (SUI)        | 129  |
| 8      | Matej Beňuš (SVK)            | 121  |
| 9      | Martin Thomas (FRA)          | 116  |
| 10     | Lukáš Rohan (CZE)            | 75   |

| Pozice | Sportovci                 | Body |
| ------ | ------------------------- | ---- |
| 1      | Mallory Franklin (GBR)    | 207  |
| 2      | Kimberley Woods (GBR)     | 182  |
| 3      | Jessica Foxová (AUS)      | 175  |
| 4      | Núria Vilarrubla (ESP)    | 161  |
| 5      | Claire Jacquet (FRA)      | 144  |
| 6      | Viktoria Wolffhardt (AUT) | 108  |
| 7      | Miren Lazkano (ESP)       | 103  |
| 8      | Cécile Tixier (FRA)       | 82   |
| 9      | Jasmine Royle (GBR)       | 78   |
| 10     | Eilidh Gibson (GBR)       | 75   |

| Pozice | Sportovci                                   | Body |
| ------ | ------------------------------------------- | ---- |
| 1      | Pierre-Antoine Tillard/Edern Le Ruyet (FRA) | 176  |
| 2      | David Schröder/Nico Bettge (GER)            | 168  |
| 3      | Pierre Picco/Hugo Biso (FRA)                | 153  |
| 4      | Ondřej Karlovský/Jakub Jáně (CZE)           | 144  |
| 5      | Robert Behling/Thomas Becker (GER)          | 136  |
| 6      | Nicolas Scianimanico/Hugo Cailhol (FRA)     | 129  |
| 7      | Daniel Marzo/Jesús Pérez (ESP)              | 105  |
| 8      | Ladislav Škantár/Peter Škantár (SVK)        | 102  |
| 9      | Kai Müller/Kevin Müller (GER)               | 95   |
| 10     | Piotr Szczepański/Marcin Pochwała (POL)     | 89   |

| Pozice | Sportovec                 | Body |
| ------ | ------------------------- | ---- |
| 1      | Vít Přindiš (CZE)         | 164  |
| 2      | Ondřej Tunka (CZE)        | 153  |
| 3      | Dariusz Popiela (POL)     | 143  |
| 4      | Jakub Grigar (SVK)        | 140  |
| 5      | Sebastian Schubert (GER)  | 139  |
| 6      | Mathieu Biazizzo (FRA)    | 136  |
| 7      | Thomas Bersinger (ARG)    | 129  |
| 8      | Alexander Grimm (GER)     | 127  |
| 9      | Giovanni De Gennaro (ITA) | 125  |
| 10     | Étienne Daille (FRA)      | 123  |

| Pozice | Sportovec                            | Body |
| ------ | ------------------------------------ | ---- |
| 1      | Ricarda Funk (GER)                   | 214  |
| 2      | Ana Sátila (BRA)                     | 173  |
| 3      | Jana Dukátová (SVK)                  | 171  |
| 4      | Jessica Foxová (AUS)                 | 170  |
| 5      | Eva Terčelj (SLO)                    | 155  |
| 6      | Jasmin Schornberg (GER)              | 144  |
| 7      | Elizabeth Neave (GBR)                | 140  |
| 8      | Marta Martínez (ESP)                 | 136  |
| 9      | Violetta Oblingerová-Petersová (AUT) | 115  |
| 10     | Maialen Chourrautová (ESP)           | 110  |

## Výsledky

### Světový pohár 1
Ivrea hostila první Světový poháru poprvé. Poprvé také závodila kategorie K1.
| Kategorie        | Zlato                                    | Body   | Stříbro                            | Body   | Bronz                        | Score  |
| C-1 muži         | Michal Jáně (CZE)                        | 93.37  | Thomas Koechlin (SUI)              | 95.59  | Kilian Foulon (FRA)          | 99.61  |
| C-1 ženy         | Jessica Fox (AUS)                        | 113.92 | Mallory Franklin (GBR)             | 114.17 | Kimberley Woods (GBR)        | 114.89 |
| C-2 muži         | Nicolas Scianimanico a Hugo Caihol (FRA) | 107.37 | David Schröder a Nico Bettge (GER) | 108.48 | Zhang Hang a Deng Xiao (CHN) | 110.45 |
| K-1 muži         | Giovanni De Gennaro (ITA)                | 90.13  | Daniele Molmenti (ITA)             | 91.24  | Dariusz Popiela (POL)        | 91.58  |
| K-1 ženy         | Ricarda Funk (GER)                       | 102.98 | Jessica Fox (AUS)                  | 103.33 | Corinna Kuhnle (AUT)         | 105.66 |
| K-1 mužský cross | Vavřinec Hradilek (CZE)                  |        | Vít Přindiš (CZE)                  |        | Richard Powell (USA)         |        |
| K-1 ženský cross | Ajda Novak (SLO)                         |        | Kate Eckhardt (AUS)                |        | Amálie Hilgertová (CZE)      |        |

### Světový pohár 2
| Kategorie      | Zlato                                 | Body   | Stříbro                          | Body   | Bronz                              | Body   |
| C-1 muži       | Alexander Slafkovský (SVK)            | 97.25  | Denis Gargaud Chanut (FRA)       | 98.64  | Vítězslav Gebas (CZE)              | 100.79 |
| C-1 ženy       | Núria Vilarrubla (ESP)                | 113.74 | Miren Lazkano (ESP)              | 119.00 | Noemie Fox (AUS)                   | 119.98 |
| C-2 muži       | Pierre-Antoine a Edern Le Ruyet (FRA) | 99.53  | Daniel Marzo a Jesús Pérez (ESP) | 102.07 | David Schröder a Nico Bettge (GER) | 103.76 |
| K-1 muži       | Vít Přindiš (CZE)                     | 91.85  | Jakub Grigar (SVK)               | 92.03  | Peter Kauzer (SLO)                 | 92.18  |
| K-1 ženy       | Maialen Chourraut (ESP)               | 99.61  | Jessica Fox (AUS)                | 101.73 | Ricarda Funk (GER)                 | 103.71 |
| K-1 muži cross | Vít Přindiš (CZE)                     |        | Jaxon Merritt (AUS)              |        | Ondřej Tunka (CZE)                 |        |
| K-1 ženy cross | Martina Wegman (NED)                  |        | Georgia Rankin (AUS)             |        | Sagy Donnelly (USA)                |        |

### Světový pohár 3
| Kategorie      | Zlato                                 | Body   | Stříbro                              | Body   | Bronz                                    | Body   |
| C-1 muži       | Alexander Slafkovský (SVK)chier (FRA) | 101.95 | Nicolas Peschier (FRA)               | 101,95 | Takuja Haneda (JPN)                      | 102.37 |
| C-1 ženy       | Mallory Franklin (GBR)                | 122.17 | Jessica Fox (AUS)(AUS)               | 123.18 | Núria Vilarrubla (ESP)                   | 125.44 |
| C-2 muži       | Pierre-Antoine a Edern Le Ruyet (FRA) | 110.12 | Robert Behling a Thomas Becker (GER) | 110.54 | Nicolas Scianimanico a Hugo Caihol (FRA) | 110.85 |
| K-1 muži       | Samuel Hernanz (ESP)                  | 93,54  | Mathieu Biazizzo (FRA)               | 93,71  | Sébastien Combot (FRA)                   | 94,26  |
| K-1 ženy       | Marie-Zélia Lafont (FRA)              | 108,36 | Jana Dukátová (SVK)                  | 110,79 | Maialen Chourraut (ESP)                  | 113,46 |
| K-1 muži cross | Vít Přindiš (CZE)                     |        | Vavřinec Hradilek (CZE)              |        | Martin Dougoud (SUI)                     |        |
| K-1 ženycross  | Caroline Loir (FRA)                   |        | Ajda Novak (SLO)(                    |        | Alixe Degremont (FRA)A                   |        |

### Světový pohár 4
| Kategorie      | Zlato                                  | Body   | Stříbro                                  | Body   | Bronz                               | Body   |
| C-1 muži       | Matej Beňuš (SVK)                      | 98.91  | Ryan Westley (GBR)                       | 99.16  | Benjamin Savšek (SLO)               | 100.74 |
| C-1 ženy       | Jessica Fox (AUS)                      | 113.59 | Kateřina Hošková (CZE)                   | 120.52 | Mallory Franklin (GBR)              | 120.74 |
| C-2 muži       | Ladislav Škantár a Peter Škantár (SVK) | 108.29 | Robert Behling a Thomas Becker (GER)     | 110.95 | Ondřej Karlovský a Jakub Jáně (CZE) | 113.82 |
| K-1 muži       | Jiří Prskavec (CZE)                    | 91.60  | Ondřej Tunka (CZE)                       | 91.61  | Vavřinec Hradilek (CZE)(            | 91.77  |
| K-1 ženy       | Ricarda Funk (GER)                     | 108.59 | Ana Sátila (BRA)                         | 110.75 | Eva Terčelj (SLO)                   | 111.37 |
| K-1 muži cross | Hannes Aigner (GER)                    |        | Tren Long (USA)Tren Long (USA)           |        | Pedro da Silva (BRA)                |        |
| K-1 ženy cross | Veronika Vojtová (CZE)                 |        | Martina Wegman (NED)Martina Wegman (NED) |        | Ana Sátila (BRA)Ana Sátila (BRA)    |        |

### Finále Světového poháru
| Kategorie | Zlato | Body | Stříbrná | Body | Bronz | Body |
| C-1 muži  |       |      |          |      |       |      |
| C-1 ženy  |       |      |          |      |       |      |
| C-2 muži  |       |      |          |      |       |      |
| K-1 muži  |       |      |          |      |       |      |
| K-1 ženy  |       |      |          |      |       |      |